# Японська риба-ананас
Monocentris japonica, японська риба-ананас — вид риб родини Monocentridae. Зустрічається в тропічній індо-західній частині Тихого океану, на глибині від 2 до 100 м, як у місцях із кам'янистим дном, так і на коралових рифах. Нічна істота; протягом дня ховається у печерах і під уступами.

## Морфологія
Риба-ананас жовта з чітко вираженою великою лускою. Вона має світлоутворюючі органи, заповнені люмінесцентними бактеріями з кожної сторони нижньої щелепи, призначення яких не відоме, але може допомагати їй бачити вночі або приманювати здобич. Риба виростає до 17 см, але частіше зустрічається 12 см.

## У неволі
Шишешничкові риби часто є у акваріумістів, тому що вони не агресивні і їх легко утримувати. У акваріумах їх зазвичай годують свіжими морськими продуктами або солоними креветками.

## Галерея

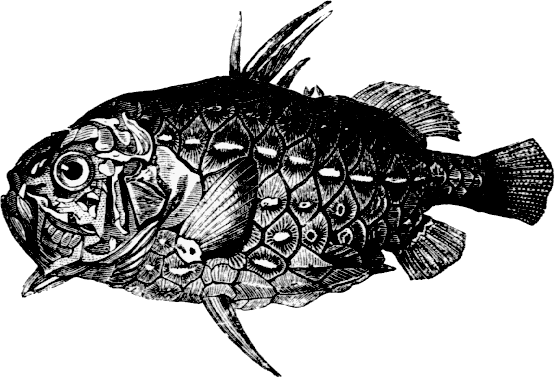
Риба-ананас (показано будову черепа)
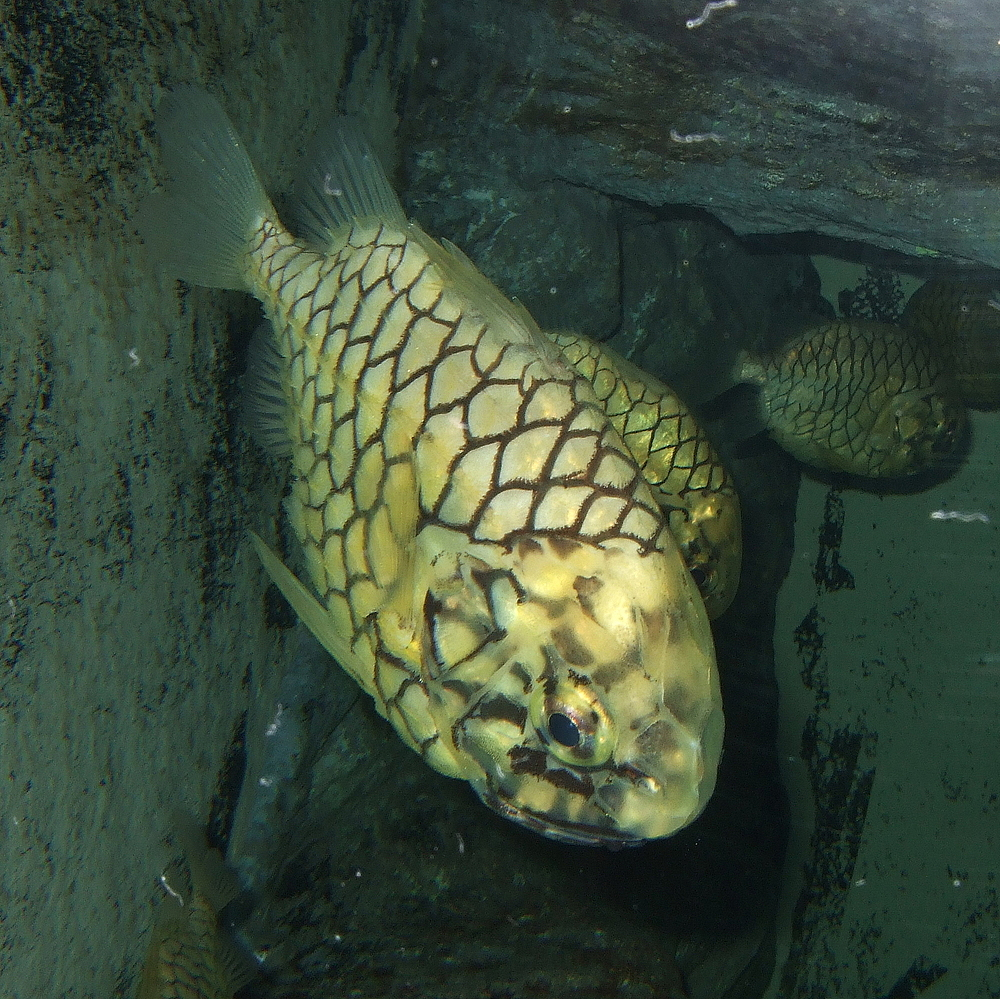
Риба-ананас в акваріумі Himeji, Японія
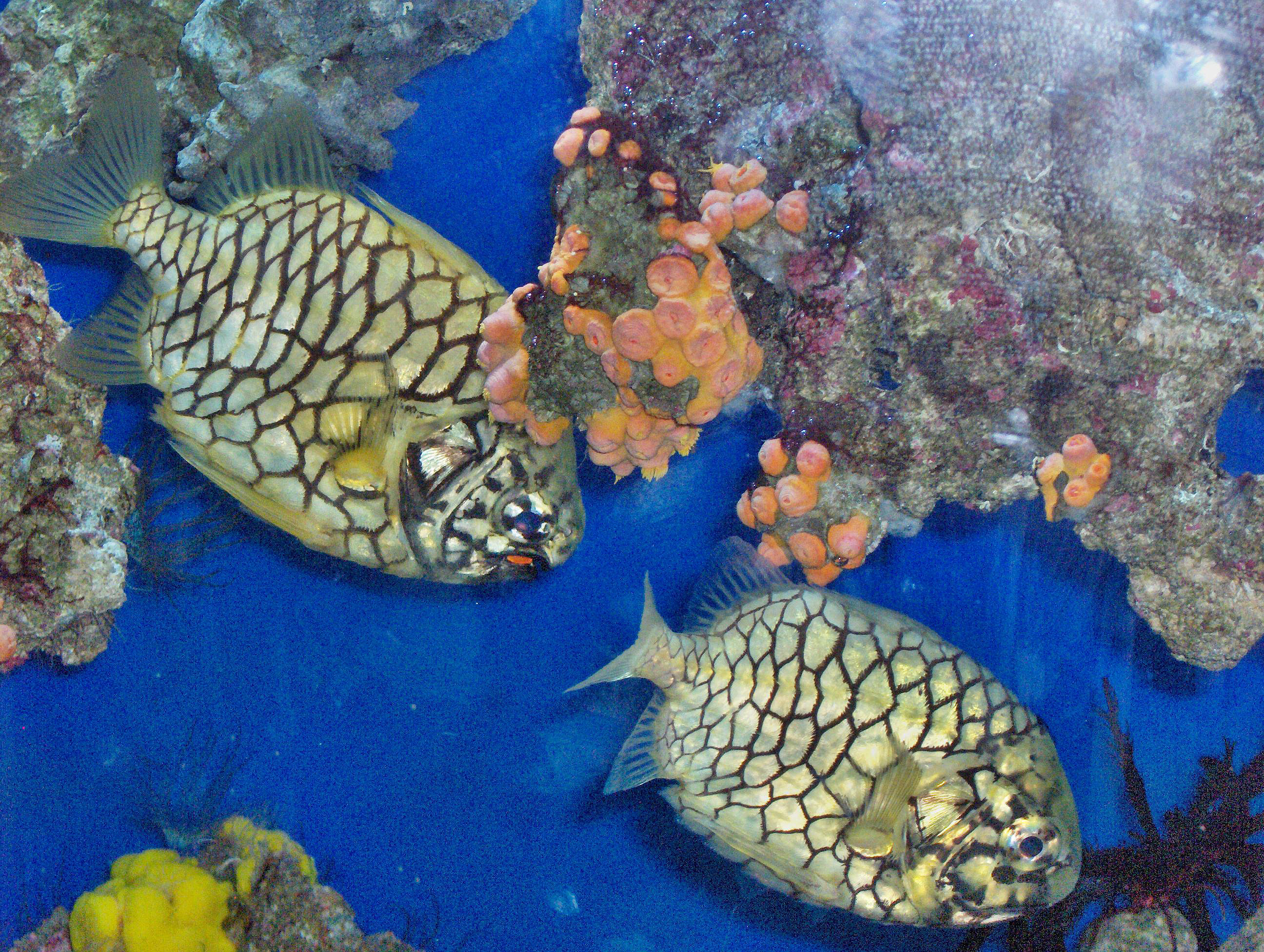